# Менгрельская организованная преступная группировка
Менгрельская ОПГ — грузинская организованная преступная группировка, промышлявшая преступной деятельностью на территориях России, Западной Грузии и Европы (Германии).

## Преступная деятельность
Менгрельская ОПГ появилась в конце 1980-х годов. Сначала члены группировки занимались рэкетом. Первым лидером группировки был вор в законе Гиви Берадзе, который был коронован в 1953 году. ОПГ состояла из выходцев Западной Грузии и Абхазии, объединенных общим названием Самегрело. В менгрельскую ОПГ входило около двухсот человек. ОПГ была одной из самых малочисленных и занималась в основном похищением людей ради получения выкупа, и «крышеванием» розничных точек. Менгрельская ОПГ часто конфликтовала с остальными группировками и поэтому из всех её лидеров в живых остался только основатель ОПГ — Гиви Берадзе.

## Список Лидеров группировки
1. Гиви Берадзе (род. 1930)
2. Булия Р.Г. (1955—1997)
3. Какачия Ш.Р. (1940—1996)
4. Кохия А.Л. (1932 — 2004)